# Bombus griseocollis
Espèce
Statut de conservation UICN

 LC  : Préoccupation mineure
Bombus griseocollis est une espèce de bourdons vivant en Amérique du Nord.

## Répartition et habitat
Elle est présente le sud du Canada ainsi que dans la majeure partie des États-Unis. On la trouve dans les champs, les prairies, les parcs et les jardins. C'est une espèce généraliste qui construit son nid aussi bien sous terre que sur le sol. 

## Alimentation
Ils se nourrissent de nectar et de pollen, notamment d'asclépiade, de coronille, de Dalea, d'Echinacea, de Lythrum, de mélilot, de Monarda, de Pontederia, de rudbeckie, de solidage, de trèfle, de Verbena et de Vicia.